# 香港特別行政区立法会
香港特別行政区立法会（ホンコンとくべつぎょうせいくりっぽうかい、英語: Legislative Council of the Hong Kong Special Administrative Region）、通称香港立法会（英語: Legislative Council of the Hong Kong、略称：LegCo）は、中華人民共和国香港特別行政区の立法機関。ミニ憲法である中華人民共和国香港特別行政区基本法（以下、基本法と表記）に基づき設置されている。

## 職務
基本法第73条により、以下の職務を行うこととされる。
1. 基本法の規定および法律に定められた手続に従い法律を制定・改正・廃止する
2. 政府の提案に基づき、予算を審議・通過する
3. 税収および公共支出を許可する
4. 行政長官の施政報告を聴取し、それにもとづき弁論を行う
5. 政府の業務につき質疑を行う
6. 公共の利益に関する全ての事柄につき弁論を行う
7. 終審裁判所の裁判官およびに高等裁判所の首席裁判官の任免に同意を与える
8. 香港居住民の請願を受け付け、処理する
9. 行政長官に重大な違法行為または涜職行為があり、辞職しない場合において、立法会全体の4分の1以上の議員の動議に基づき、立法会による調査の上、終審裁判所の首席裁判官を長とする独立した調査委員会を設置する。調査委員会は調査の上立法会に報告を行う。調査委員会が十分な証拠があると認定した場合、立法会全体の3分の2以上の多数を以って弾劾案を中央政府に提出することができる
10. 前各項の職務を行うため、必要に応じて関係する人物を証人として喚問し、証拠提供を求める

## 歴史
植民地時代の香港立法局を前身とする。1843年に3名の議員が任命され、1844年に最初の会議が開催された。その後、段階的に議員数が拡大され、1928年には18名となった。1967年の香港暴動の後、香港社会の安定を促すため、部分的民主化が図られ、立法局の議員も26名に増やされた。さらに、1973年に46名、1980年に50名にまで増加された。
1985年には間接選挙制度が導入され、「選挙団」と職能団体がそれぞれ12議席、計24議席を選出することとなった。その成功から民主派勢力は1988年から直接選挙制度を導入するよう要求したが、実現しなかった。直接選挙枠は1991年に導入され、全議席も60名にまで増やされ、さらに香港における政党結成のきっかけとなった。同年の選挙前に香港で最初の政党となる香港民主同盟（民主党の前身）が結成された。選挙後には、直接選挙枠で圧勝した民主派に対抗するため、保守派による啓聯資源中心（自由党の前身）や左派による民主建港聯盟も結成された。
1997年の香港返還に際し、当初は立法局の全議員がそのまま移行することで中国・英国間が合意していた。しかし、最後の香港総督クリストファー・パッテンにより選挙制度の大幅な変更がなされ、直接選挙により選出される議席が大幅に増員された。中国側はこれに反発し、別途臨時立法会を成立させて第1回立法会が成立するまでの間に必要な法令を整備することとされた。
2019年7月1日、逃亡犯条例改正案に抗議するデモ隊が一時占拠し、2日に香港警察が強制排除を行った。
2020年9月28日、人民力量所属議員陳志全氏（新界東選挙区選出）と朱凱廸新西團隊所属議員朱凱廸氏（新界西選挙区選出）は任期の1年延長を拒否して9月30日をもって辞任し、基本法に違反して運営を続ける「任命された評議会」には参加しないとした人民力量と朱凱廸新西團隊共同声明を発表、基本法に違反して議員の任期を1年間延長することを認めた中国全人代常務委員会の決定を非難している。9月29日、公民党所属議員陳淑荘氏は個人の健康と家族を理由に任期延長を拒否し、公民党からの撤退を発表した。
2020年11月11日、中華人民共和国の全人代常務委員会は、立法会議員資格を巡って、「国家の安全を脅かす行為」を資格剥奪要件とする香港特別行政区立法会議員の資格問題に関する全国人民代表大会常務委員会の決定を可決したことをうけ、香港政府は即時に立法会議員4名の議員資格の剥奪を通告した。それに伴い、他の民主派議員全員は中国政府への抗議で総辞職を決行すると発表した。これにより、立法会における非親中派議員は、改憲派の「熱血公民」所属議員鄭松泰氏（新界西選挙区選出）と中立の無所属議員陳沛然（医学業界選出）のみとなった。
2021年3月11日、全人代は香港の選挙制度の見直しに関する「愛国者による香港統治」決定を採択した。これにより、候補者を新たに設けられる「資格審査委員会」で審査する仕組みを導入して、民主派は事実上選挙から排除されることになり、立候補すら不可能になった。なお議席構成の見直しをし、選挙委員会選出枠の復活や、直接選挙枠の減少などの改変を行うことにした。
2021年5月27日、3月の全人代の決定に従い、立法会は選挙制度見直しの条例案を可決した。また、新型コロナウィルスを理由に延期されていた立法会選挙を12月19日に実施することを決定した。また、民主派が投票ボイコットを呼びかける可能性を考慮し、「扇動罪」が新設され、禁錮3年の刑が処されることになる。

## 立法会選挙と民選化の可能性
1997年7月1日、香港返還に伴い臨時立法会が立法会に移行した。第1回立法会議員選挙は1998年に実施され、以降は会期の最終年に次期議員選挙が行われている。各会期ごとの選出方法別の人数は以下の通り。
| 会期                    | 直接選挙 (比例代表、第7期以降は中選挙区) | 職能団体別                        | 選挙委員会 |
| ----------------------- | ---------------------------------------- | --------------------------------- | ---------- |
| 第1期 (1998-2000年)     | 20                                       | 30                                | 10         |
| 第2期 (2000-2004年)     | 24                                       | 30                                | 6          |
| 第3期 (2004-2008年)     | 30                                       | 30                                | 0          |
| 第4期 (2008-2012年)     | 30                                       | 30                                | 0          |
| 第5、6期（2012-2021年） | 35                                       | 35（従来通り30・区議会（第二）5） | 0          |
| 第7期（2021年）以降     | 20（選挙区につき2名選出）                | 30                                | 40         |

### 選挙制度
直接選挙枠は主権返還前、中選挙区制（1991年選挙、9選挙区で毎区議員2名選出、完全連記制）、小選挙区制（1995年選挙、20選挙区）によって選挙されたが、返還後、中国政府は、小選挙区制が民主派を圧勝させ、親中派を大敗させたことを考慮し、制度を名簿式比例代表制（厳正拘束名簿式、最大剰余方式（ヘア基数で計算）、5選挙区の別集計で毎区一定数の議員を選出）に変更した。ただ2021年3月30日に可決した上記の中央政府の選挙制度見直しにより、立法会第7期選挙の直接選挙枠は中選挙区制（10選挙区、ただし1票だけ投票可能。形式上日本の中選挙区制と同様、単記非移譲式投票である。）で選出すると示唆したが、具体案は現地に任されるとした。政府はその後の4月13日に選挙区再編案を公表し、元朗区・沙田区・黄大仙区には選挙区再編で区内境界線を作成されるほか、離島区は新界の選挙区から香港島の選挙区に再編されるなどの変化があった。
なお第1～6期選挙に存在し、職能団体枠内でありながら、他の職能団体に属さない有権者のみ（全有権者の380万人のうちの90％以上）が投票できる「区議会（第二）」の5議席も、直接選挙枠と同じく名簿式比例代表制によって選出される。他の職能団体議席30個は労工界を除き、小選挙区制で選出されるが、上記選挙制度見直しでは「区議会」業界選出枠（区議員のみ投票の「第一」と職能団体に属さない市民による投票の「第二」とも）が取消したため、第7期選挙以降、名簿式比例代表制は香港において完全廃止されることになる。
| 名簿式比例代表制の下、「配票」（票配分）、「分拆名單」（出馬候補名簿の分割）などの現象が発生し、一定な影響を齎される。以下で説明する。 「分拆名單」とは、同一政党が複数名簿を擁立し、選挙へ立候補することを意味する。立法会選挙では一般的な戦略となっており、その原因は最大剰余方式にある。この制度では1名簿で集中投票をする場合、クォーターの設置があるため、複数議席を獲得するには、クォーターの倍数に合う得票数、またそれと近い得票数を得なければならない。香港では同陣営でも多数政党が存在し、各選挙区の議席数も5～9個に限定し少なめに設定され、クォーターのパーセンテージが高めにしているため（5～9議席だから11.11％から20％）、1政党での1名簿でクォーターの倍数、またはそれと近い得票数を獲得するのは困難である。 また、クォーターの倍数にあう得票数を獲得することが失敗し、クォーターより上まわっていながら、次の倍数にあう数字と距離がある得票数になってしまった場合、その得票は「死票」になること以外、他陣営候補を剰余票数で当選させる機会が大きくなってしまうことになる。 それを避けるため、陣営ごと、政党ごとに複数名簿を出す「分拆名單」を実行し、地区分割（選挙活動の実行地域を党内候補に割り当てることにより得票数を分割する）などの手段で各名簿に票を平均的に配分する「票配分」を通じて、陣営、政党内各名簿の票数を当選ラインを超えさせず、剰余票数で高い順位を獲得することで議席を取ることを狙いとし、名簿1位の当選だけを狙うことになる。また、配分の状況によっては、同陣営候補を平均的な得票数にさせれば、場合によっては得票数比例に反する獲得議席比例になり、当陣営には有利になる。このことによって、この制度は実際の中選挙区制となり、戦略投票が強いられる状況になった。実際、2012年と2016年の選挙での当選者は全部名簿1位の候補者であり、2位以下の候補者の当選者はなかった。 また、剰余得票で高順位を得られる場合、クォーターにかけ離れた得票数になっても当選できる。この特性の上で、資源が比較的少ない政党・個人立候補にとっては、当選のハードルが低いため、2006年創立された「社会民主連線」（社民連）を初め、このような政党・立候補は続々と選挙戦に投入し、立法会内の政治的スペクトルの拡張に繋げている。2016年で実施された第六期選挙で、本土派政党青年新政が九龍西選挙区で擁立した立候補と、無党派名義として新界西選挙区で出馬した親中派立候補は、それぞれクォーターの半分付近の得票で当選された。 「票の配分」と言った選挙戦略を初めて実行したのは、民主派である。第一期選挙で出馬について合意に至らず、それぞれに新界西選挙区で立候補をすると決まった、当時の民主派の政治団体「前線」所属の李卓人と梁耀忠氏は、それぞれ12.45％と10.3％の得票で当選を果たした。当時の新界西選挙区は5議席（よってクォーターは20％）、民主党の名簿は当時39.21％の得票で2議席を獲得し、親中派の民建聯は19.35％の得票で剰余得票順位1位を得て、議席数は1つにとどまった一方、李氏と梁氏は「票の配分」によってそれぞれ剰余得票で3、4位になり当選。 その経験を用いて、民主党は2000年の第二期選挙で、新界西選挙区に3つの候補名簿を出し、3名簿それぞれの宣伝区域を限定することで、「票の配分」を行い、3名簿の1位の立候補の当選を狙ったが、3つの名簿で得票数最下位の李永達氏の名簿は、剰余得票の順位が5位だったため落選。 その後、親中派はその選挙戦略をそれ以降の選挙で活かして議席拡大を果たした経験が多くなっている。2012年の第五期選挙で、民建聯は新界西選挙区で、2000年の民主党のようにそれぞれ3つの名簿を出したが、当時民主党の票が同じく民主派である公民党に流れて集中し、民主党自身の得票数を減らしたため、3つの名簿のそれぞれ剰余得票順位3、6、8位（得票率それぞれ8.72％、7.33％、6.77％）で3名簿全部当選を果たした。民主党2名簿はこの区で剰余得票順位9、10位（それぞれ6.58％、5.19％）で落選した一方、公民党名簿はクォーターを満足し剰余得票が11位（剰余得票は得票率に換算すると3.38％）の達するほどの得票を得た。16年の第六期選挙でも親中派はその戦略を用いて複数議席を獲得している事例が少なくはない。 |

名簿式比例代表制の下に配分された各選挙区の議席数は以下のとおり（立法会条例により毎選挙区の議席数は5～9個までで、それを下回る、または超えることができない）。
| 選挙区                                            | 第1期選挙（1998） | 第2期選挙（2000） | 第3期選挙（2004） | 第4期選挙（2008） | 第5期選挙（2012） | 第6期選挙（2016） |
| ------------------------------------------------- | ----------------- | ----------------- | ----------------- | ----------------- | ----------------- | ----------------- |
| 香港島 （中西区、湾仔区、東区、南区）             | 4                 | 5                 | 6                 | 6                 | 7                 | 6                 |
| 九龍西 （油尖旺区、深水埗区、九龍城区）           | 3                 | 4                 | 4                 | 5                 | 5                 | 6                 |
| 九龍東 （黄大仙区、観塘区）                       | 3                 | 4                 | 5                 | 4                 | 5                 | 5                 |
| 新界西 （元朗区、屯門区、葵青区、荃湾区、離島区） | 5                 | 6                 | 8                 | 8                 | 9                 | 9                 |
| 新界東 （北区、大埔区、沙田区、西貢区）           | 5                 | 5                 | 7                 | 7                 | 9                 | 9                 |

地方選挙区直接選挙枠の各期総選における投票率（％）は以下の通り。
| 時間・期数（実施年） | 選挙制度改変前（名簿式比例代表制） | 選挙制度改変前（名簿式比例代表制） | 選挙制度改変前（名簿式比例代表制） | 選挙制度改変前（名簿式比例代表制） | 選挙制度改変前（名簿式比例代表制） | 選挙制度改変前（名簿式比例代表制） | 選挙制度改変後（中選挙区制） |
| 時間・期数（実施年） | 第1期選挙（1998）                  | 第2期選挙（2000）                  | 第3期選挙（2004）                  | 第4期選挙（2008）                  | 第5期選挙（2012）                  | 第6期選挙（2016）                  | 第7期選挙（2021）            |
| -------------------- | ---------------------------------- | ---------------------------------- | ---------------------------------- | ---------------------------------- | ---------------------------------- | ---------------------------------- | ---------------------------- |
| 08:30                | 1.18                               | 0.91                               | 1.33                               | 1.04                               | 1.32                               | 1.31                               | （投票時間外）               |
| 09:30                | 3.59                               | 3.03                               | 4.03                               | 3.07                               | 3.90                               | 3.73                               | 3.18                         |
| 10:30                | 7.14                               | 6.19                               | 7.86                               | 5.66                               | 7.48                               | 7.12                               | 6.36                         |
| 11:30                | 11.14                              | 9.61                               | 12.17                              | 8.83                               | 11.34                              | 11.05                              | 9.35                         |
| 12:30                | 15.33                              | 12.75                              | 16.39                              | 11.76                              | 15.14                              | 14.99                              | 12.08                        |
| 13:30                | 18.62                              | 15.48                              | 20.26                              | 14.42                              | 18.49                              | 18.88                              | 14.39                        |
| 14:30                | 21.70                              | 18.34                              | 24.36                              | 17.46                              | 22.06                              | 22.90                              | 16.66                        |
| 15:30                | 25.32                              | 21.12                              | 28.21                              | 20.23                              | 25.46                              | 26.93                              | 18.77                        |
| 16:30                | 29.89                              | 23.87                              | 32.15                              | 23.52                              | 29.04                              | 31.16                              | 21.02                        |
| 17:30                | 34.25                              | 26.56                              | 35.87                              | 26.78                              | 32.64                              | 35.30                              | 23.12                        |
| 18:30                | 38.20                              | 29.41                              | 39.67                              | 30.03                              | 36.24                              | 39.55                              | 24.99                        |
| 19:30                | 41.93                              | 32.30                              | 43.42                              | 33.33                              | 39.96                              | 43.60                              | 26.49                        |
| 20:30                | 45.46                              | 35.25                              | 47.39                              | 36.66                              | 43.85                              | 47.83                              | 27.92                        |
| 21:30                | 49.30                              | 38.85                              | 50.94                              | 40.43                              | 48.19                              | 52.57                              | 29.28                        |
| 22:30                | 53.29                              | 43.57                              | 55.64                              | 45.20                              | 53.05                              | 58.28                              | 30.2（速報値）               |

### 構成改革、完全普通選挙化の動き
現在の立法会議員は、香港住民の直接・普通選挙によって選出された議員と、各種職能団体を通じた間接・制限選挙によって選出された議員（職能代表制）の2種類がいる。香港返還当初、基本法は2007年以降（実際には2008年実施予定の第4回選挙から）全議席を直接選挙枠（「普通選挙」）に移行できる可能性を示していた。しかし、2004年4月6日、全国人民代表大会は解釈権を行使し、「『2007年以降』とは、2007年ではなくとも良い」として、第4回立法会選挙における完全な「普通選挙」化の可能性を否定してしまった。
2005年12月、香港政府が部分的だが、現在よりは直接選挙枠を増やした案を提示した。しかし、完全な民主化を求める民主派（泛民主派・英語版）が反対したため、必要な立法会の3分の2の賛成を得られず廃案となり、2008年実施の第4回選挙では選挙枠の変更がなかった。その後も2012年の第5回選挙における選挙方法変更を目指した協議が政府、親中派（親建制派・英語版）各党、民主派各党の間で行われたが、2010年6月に立法会で採択された基本法改正でも、議員定数が変更されたものの、直接普通選挙の拡大はならなかった。
前述の基本法改正では、従来通りの職能団体の30席以外、区議会（第二）という職能団体を新設し、「他の職能団体議席の選挙権がない有権者のみ」をこの職能団体議席で投票させ、他の職能団体議席の有権者はこの職能団体議席に投票することができない。立候補の資格は区議会議員に限定されている。また、その区議会（第二）は全有権者の直接選挙からではないから、厳密にいうと、直接普通選挙枠の割合は拡大していなかった。
2014年で提出した政治改革では市民に意見を募集した中、立法会全議席直接普通選挙化という意見があるが、2014年8月31日では、中国全人代常務委員会は香港の政治改革意見募集の結果を元に、「立法会全議席直接普通選挙化の実行は、行政長官の普通選挙化の後実行することとする」といい、全議席直接普通選挙化は最も早くでも2020年（一番近い行政長官選は2017年）からという決定を下した。これへの不満も2014年香港反政府デモのきっかけとなる。
2015年6月22日では、前述の決定を元に提出された政治改革法案は、支持8対反対28で否決され、立法会の全議席直接普通選挙化は見送りにすることになっている。